# 莫拉尔德奥尔努埃斯
莫拉尔德奥尔努埃斯，是西班牙卡斯蒂利亚-莱昂塞戈维亚省的一个市镇。 总面积33平方公里，总人口92人（2001年），人口密度3人/平方公里。